# Clara Stryowski-Baedeker
Clara Stryowski-Baedeker (ur. w 1857, zm. w 1938 w Essen) – lekarka, reformatorka stroju kobiet, kustoszka kolekcji malarza Wilhelma Stryowskiego.

## Życiorys
Wychowywała się w Essen. W kościele św. Trójcy w Gdańsku poślubiła malarza Wilhelma Stryowskiego. Była jego uczennicą, młodszą o 23 lata. W 1878 zamieszkała z mężem przy ul. Zaroślak 15/16 nad Kanałem Raduni w Gdańsku. Mieli córkę Evę (1881–ok. 1903). Podaje się też, że Eva żyła w latach 1880–1923 i nosiła nazwiska po mężach: Meyer, potem Bischoff.
Ukończyła studia medyczne w Niemczech. Medycyną zainteresowała się prawdopodobnie po śmierci córki, która nie przeżyła porodu. W 1906 wspólnie z ginekologiem Ludwigiem Gummertem Clara napisała książkę Beiträge zur Reform der Frauenkleidung. Wydano ją w należącym do jej rodziny wydawnictwie Baedeker. Była bowiem krewną lub wnuczką (nie bratanicą, jak się czasem podaje) Karla Baedekera. W książce krytykowała gorsety, które przyczyniały się do deformacji ciała kobiet, problemów z oddychaniem, żołądkiem, wątrobą, układem rozrodczym. Przekonywała o konieczności reformy odzieży dla kobiet. Wygłaszała odczyty o zdrowym trybie życia, popularyzowała uprawianie sportów. Działała na rzecz praw kobiet, popierała działania sufrażystek.
W 1913 w związku z częściowym paraliżem męża Wilhelma Stryowskiego po wylewie w 1912 wyjechała z nim do Essen. W 1917 mąż zmarł. Zorganizowała transport ciała do Gdańska i zgodnie z życzeniem męża pochowała go na cmentarzu kościoła Zbawiciela (cmentarzu Salvator), dziś już nieistniejącym. Władze Gdańska przyznały jej dożywotnią rentę za przekazanie kolekcji Stryowskiego Muzeum Miejskiemu.
Pełniła funkcję kustoszki zbiorów męża. W 1934 w Pałacu Opatów w Oliwie zorganizowała wystawę poświęconą jego twórczości z okazji setnej rocznicy urodzin męża. Napisała szkic biograficzny poświęcony artyście, jego pracy, życiu rodzinnym i Gdańsku. Zatytułowała go Wilhelm Stryowski zum Geburtstag i wydała w Essen w 1935.
Była wielokrotnie portretowana przez męża. Upamiętnił ją m.in. na obrazie Flisacy nad Wisłą z 1881.
Po śmierci męża zamieszkała w pałacu na pograniczu Trzcińska i Janowic Wielkich na Dolnym Śląsku. Towarzyszył jej brat Carl (ur. 1864). Pałac mieścił się na terenie majątku grafa Christiana Friedricha zu Stolberg-Wernigerode.
Została pochowana obok męża i córki Evy na cmentarzu Salvator w Gdańsku.

## Upamiętnienie
Na dawnym cmentarzu Salvator w Gdańsku znajduje się tabliczka upamiętniająca ją, męża i ich córkę.
W 2014 była bohaterką wykładu z cyklu Lokalni Przewodnicy i Przewodniczki na Biskupiej Górce w Gdańskiej Szkole Wyższej.
W 2017 powstał krótkometrażowy czarno-biały i niemy film „Po drugiej stronie bramy”  realizowany jako część projektu współfinansowanego przez Biuro Rewitalizacji Gdańska. Clara jest jedną z bohaterek filmu.